# Буткулешть
Буткулешть, Буткулешті (рум. Butculești) — село у повіті Телеорман в Румунії. Входить до складу комуни Сечень.
Село розташоване на відстані 85 км на захід від Бухареста, 36 км на північний захід від Александрії, 99 км на схід від Крайови.

## Населення
За даними перепису населення 2002 року у селі проживали 488 осіб.
Національний склад населення села:
| Національність | Кількість осіб | Відсоток |
| -------------- | -------------- | -------- |
| румуни         | 430            | 88,1%    |
| цигани         | 58             | 11,9%    |

Рідною мовою назвали:
| Мова      | Кількість осіб | Відсоток |
| --------- | -------------- | -------- |
| румунська | 431            | 88,3%    |
| циганська | 57             | 11,7%    |